# Нуева-Віская
Нуева Віская (Ілоко: Probinsia ti Nueva Vizcaya) — провінція Філіппін, розташована в регіоні Долина Кагаян на острові Лусон. Адміністративним центром є місто Байомбонг. Нуева-Віская межує з провінцією Бенґет на заході, Іфугао на півночі, Ісабела на північному сході, Кіріно на сході, Аурора на південному сході, Нуева Есіха на півдні, Пангасінан на південному заході.

## Демографія
Населення провінції згідно перепису 2015 року становило 452 287 осіб. Понад 60% населення католики.

## Адміністративний поділ
Адміністративно поділяється на 15 муніципалітетів, які в свою чергу складаються з 275 баранґаїв.

## Клімат
Клімат провінції відносно сухий. Середня температура в Байомбонгу становить взимку +12 °C, влітку - +25 °C. Найхолодніші місяці грудень та січень. Між травнем та жовтнем йдуть дощі.

## Економіка
Сільське господарство є головною галуззю провінції. Основними культурами є рис, кукурудза, фрукти та овочі. Нуева Віская є головним виробником цитрусових на Філіппінах. Через логістичний термінал в Бамбангу продукція постачається до сусідніх провінцій, а також в столицю Філіппін - Манілу.
Промисловість представлена гірничодобувною галуззю. Мінерали, які виявлені в провінції: мідь, золото, молібден, пірит, червона та біла глина, пісок, гравій.
Поширеним в провінції є також розведення риби тилапії.

## Освіта
В провінції діє два університети.